# El Entrego

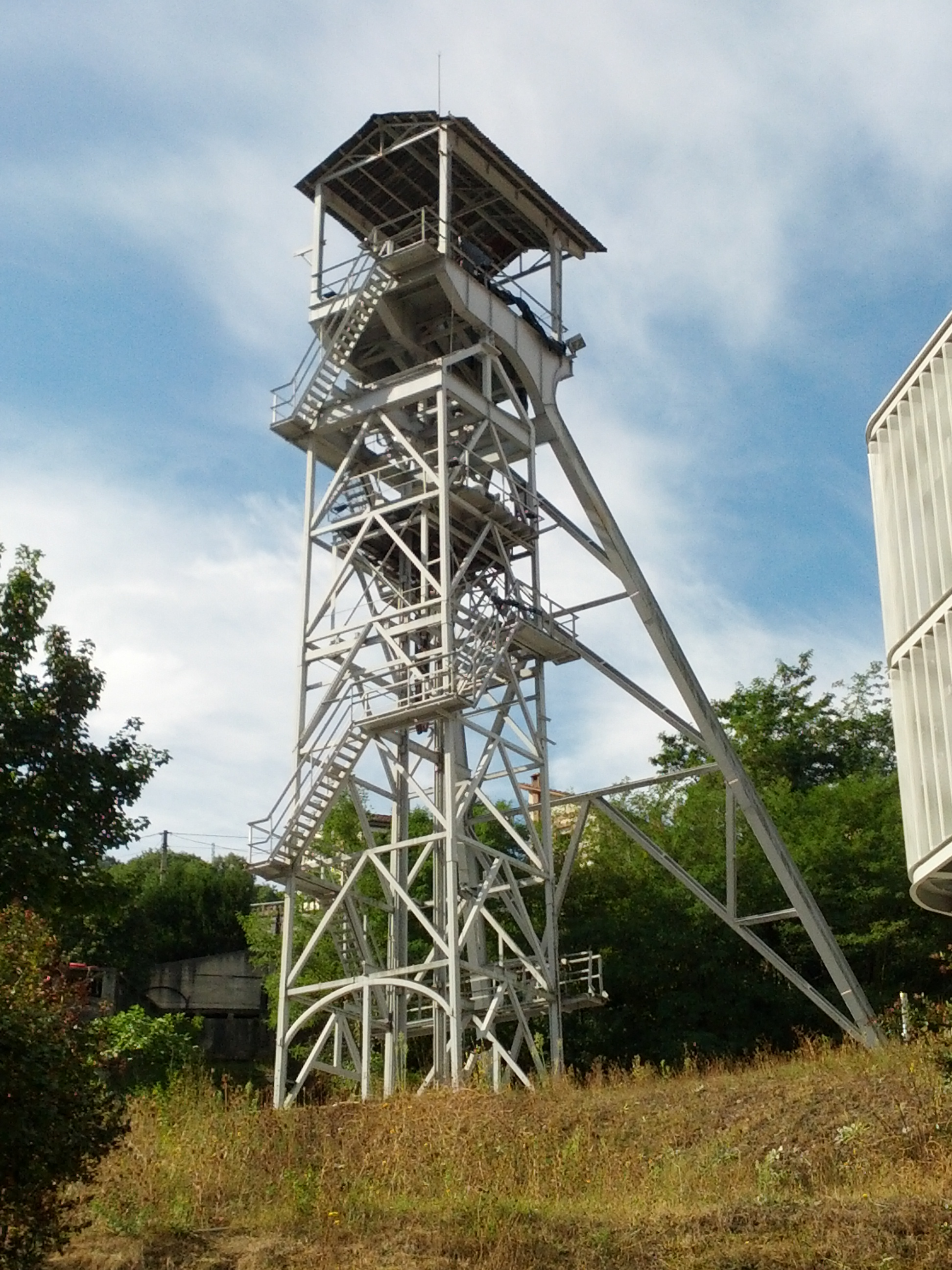
Castillete del pozo Entrego.

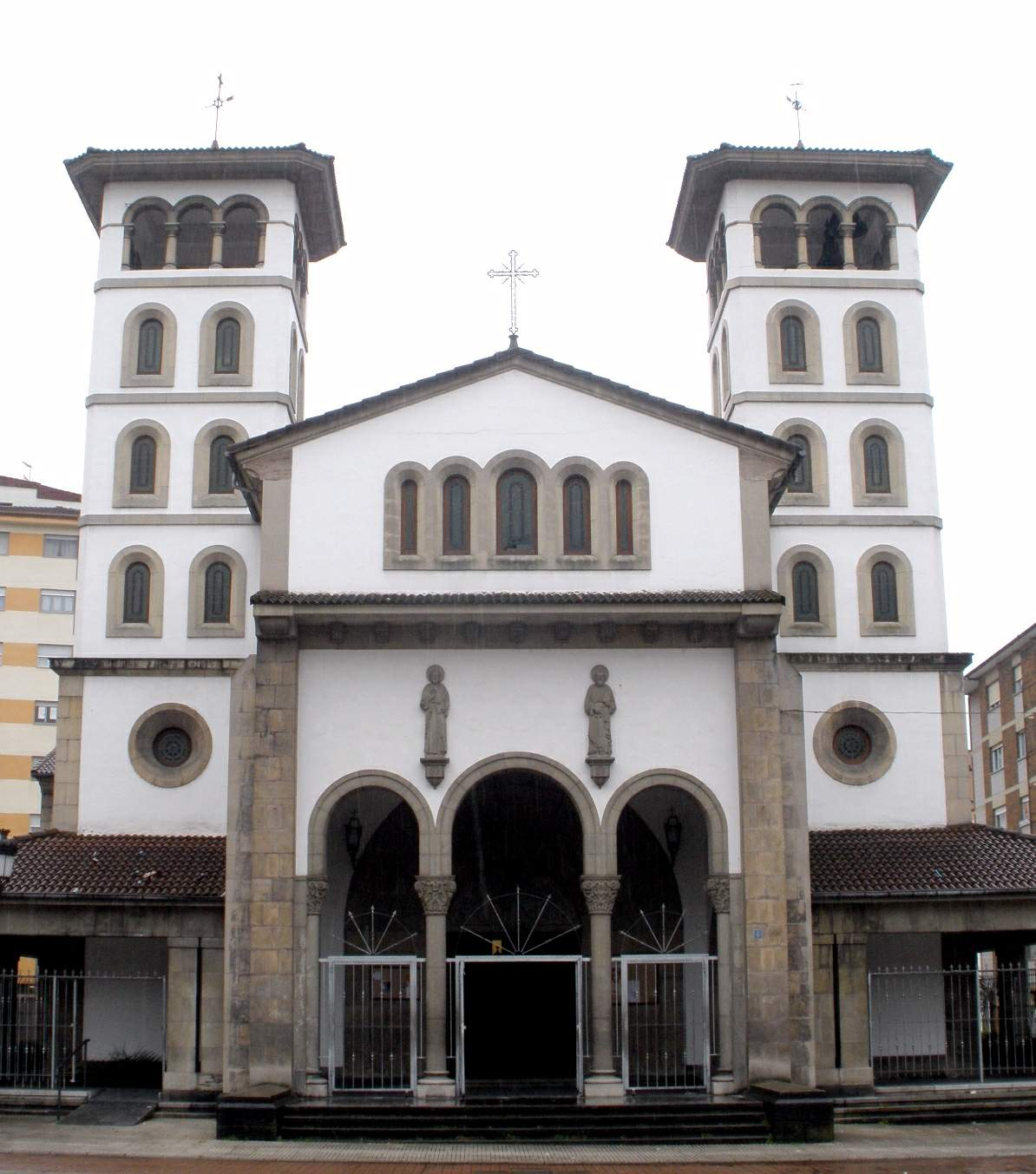
Iglesia de San Andrés.

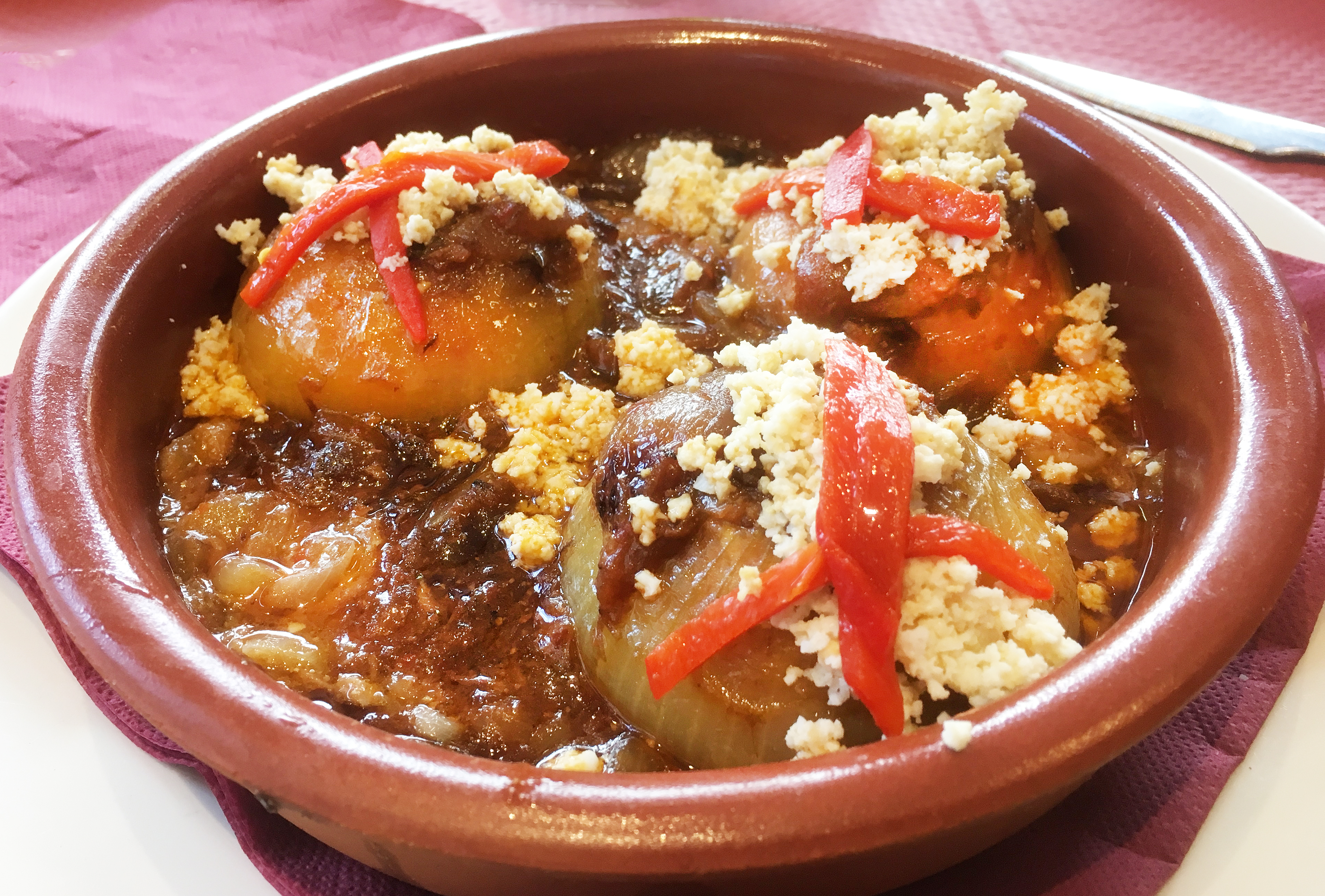
Las jornadas del plato típico, Las Cebollas Rellenas, declaradas Fiesta de Interés Turístico, en la imagen Cebollas rellenas de bonito.

El Entrego (en asturiano L'Entregu y oficialmente L'Entregu / El Entrego) es el mayor núcleo urbano de los que forman la ciudad de San Martín del Rey Aurelio, en el  concejo asturiano del mismo nombre. 
Por un decreto del Principado de Asturias de septiembre de 2007 esta localidad se unió administrativamente a las cercanas de Sotrondio y Blimea para formar una única población, de nombre San Martín del Rey Aurelio y capital del municipio homónimo.
El Entrego se encuentra en la parroquia de Linares. Según el nomenclátor de 2013 la población de El Entrego era de 7 166 habitantes y la de la parroquia de Linares, en su conjunto, de 8 905 habitantes.

## Etimología
Etimológicamente, parece responder a una toponimia fluvial asturiana relacionada con la desembocadura (entregu, derivada de la palabra latina intraticu) de varios arroyos en el caudal principal del río Nalón.
Durante años, el imaginario popular aceptó que El Entrego podía significar la entrega según la leyenda de varias doncellas cristianas por parte del Rey Aurelio en esta zona a autoridades musulmanas.[cita requerida]

## Descripción
El Entrego es el mayor núcleo urbano del concejo desde 1958. En ese año y bajo ese topónimo popular se agruparon diversas entidades de población de la parroquia de Linares: La Vega, La Oscura, El Llaposu, La Cascaya, Juliana, Santa Ana, El Trabanquín, etc, convertidos en barrios debido al auge de la minería del carbón. Alrededor de El Entrego se encuentran, entre otros, los ya cerrados Pozo Entrego (donde se encuentra un centro de empresas), Pozo Venturo (albergaba otro centro de empresas que ha cerrado), Pozo San Vicente, Pozo Sorriego y Pozo Sotón, este último declarado Bien de Interés Cultural.
El Entrego se compone de un núcleo urbano principal en forma de damero trazado en su mayor parte en los años 50 sobre varias fincas y núcleos preexistentes, como el entorno de la carretera general, edificada desde el siglo XIX. El primer barrio se encuentra a la entrada de la población por el oeste y es conocido como el barrio de Fradera. Junto a este se encuentra el Campo de fútbol del equipo de L'Entregu, la estación terminal de Cercanías de Renfe en su línea Avilés-Oviedo-El Entrego, el centro de artesanía Sierra de Trabanquín, y el instituto Virgen de Covadonga, fundado en 1962 y reubicado en 2008. Desde los 50 se construyeron varias barriadas obreras como El Japón o Trabanquín.
Avanzando hacia el centro está el Centro Social de Jubilados, el Centro de Salud, la Iglesia de San Andrés, Teatro de El Entrego y el edificio de la Casa del Pueblo, que sustiyó a un edificio previo modernista. Junto a ésta se encuentra el parque de La Laguna (donde se encontraba una antigua capilla así conocida y donde contrajo matrimonio Leopoldo Alas Clarín) de planta rectangular como la mayoría de los del Valle del Nalón, y detrás un paseo que enlaza desde Pola de Laviana hasta el final de La Felguera. Paralelo al paseo se encuentra el Corredor del Nalón, carretera que sigue el trazado del río paralela a las localidades del valle. Cerca del parque se encuentra la Iglesia de San Andrés, neorrománica, construida en los años 50 tras la desaparición en la Guerra Civil del antiguo templo parroquial, en otra ubicación.
Junto al barrio del Coto se encuentra el Centro Comercial Valle del Nalón, edificado sobre una antigua escombrera y lavadero de carbón, que alberga un hipermercado Alcampo, locales de restauración y tiendas comerciales.

## Edificios de interés
- Iglesia de San Andrés
- Antigua estación de La Oscura
- Estación de FEVE
- Chalés del Jardín de Santa Ana
- Casa del Pueblo
- Casa Viña o Edificio El Cafetón
- Antiguo cine Vital
- Parque de La Laguna
  - Quiosco de la música
- Puente de Les Chapes
- Puente de La Oscura
- Pozo Entrego

Alrededor de El Entrego, en la misma parroquia de Linares, se encuentran otros lugares de interés como las Escuelas de Carrocera (en el Inventario Cultural de Asturias), el pozo Sorriego, el pozo San Vicente y otros restos mineros, la Casa de los García-Argüelles y la casa de indianos de Carrocera.

## Festividades
Anualmente, en la festividad de San Andrés, el 30 de noviembre, se celebra el día de Les Cebolles Rellenes, fiesta de interés turístico y gastronómico. Las fiestas patronales, conocida como "Fiestas de La Laguna" tienen lugar a mediados del mes de julio.